# 塞雷德涅 (卡霍夫卡區)
47°2′31″N 33°57′55″E / 47.04194°N 33.96528°E
塞雷德涅（烏克蘭語：Середнє）是位於烏克蘭南部的村莊，由赫爾松州卡霍夫卡區的大萊佩蒂哈市鎮負責管轄。該村始建於1909年，面積0.53平方公里，海拔高度84米，2001年人口140，人口密度每平方公里265.2人。